# José Villarrubia
José Antonio Villarrubia Jiménez-Momediano (nacido en Madrid, el 17 de noviembre de 1961) - conocido profesionalmente como José Villarrubia - es un artista español y profesor de arte que ha realizado una obra considerable en el cómic estadounidense, particularmente como colorista.

## Biografía
Villarrubia nació en Madrid. Su arte fotográfico ha sido exhibido en Estados Unidos, América Latina y Europa, en instituciones como el Museo de Arte de Baltimore y el Banco Interamericano de Desarrollo. Hasta el 2016 fue el Jefe del Departamento de Ilustración del Maryland Institute College of Art. También ha enseñado en la Towson University, la Baltimore School for the Arts y el Museo Walters. También ha dado conferencias sobre arte en la Universidad Johns Hopkins, en la College Art Association, el Dickinson College,  el ICA en Londres, la Academia Williem de Kooning, la Academia de Bellas Artes de Nápoles y la convención del Reino Unido de MacWorld.
En la historieta, Villarrubia ha realizado ilustraciones manipuladas digitalmente para Veils, Promethea y The Sentry. Como colorista, ha colaborado frecuentemente con Jae Lee (Hellshock, Fantastic Four 1234, Captain America), Bill Sienkiewicz (Sentry/Hulk, X-Men Unlimited), J.H. Williams III (Promethea, Desolation Jones), Paul Pope (Solo, Project Superior, Batman: Year 100, Wednesday Comics), Scott Hampton (Batman: Gotham County Limits), Kaare Andrews (Spider-Man/Doctor Octopus: Year One, Wolverine, Spider-Man: Reign), Ryan Sook  (Spider-Man Unlimited, X-Factor The Return of Bruce Wayne) y Richard Corben (CAGE, Ghost Rider, Conan the Cimmerian, Starr). Más recientemente ha coloreado Conan the King para Dark Horse Comics, Sweet Tooth para Vertigo, Frankenstein Agent of S.H.A.D.E. y Captain Atom para DC Comics. Ha ganado el premio Comicdom como mejor colorista por su trabajo en X-Factor, ha sido nominado en dos ocasiones para el Premio Eisner al mejor colorista y ha sido incluido en la exhibición anual de The Society of Illustrators. En 2011 ganó el Premio Harvey al mejor colorista por su trabajo en Cuba: My Revolution.
Junto con Alan Moore, ha realizado dos libros ilustrados, ambos publicados por Top Shelf Productions: Voice of the Fire y The Mirror of Love. Este último es un poema de amor y una historia detallada de la homosexualidad, que incluye a prominentes personalidades del arte y la literatura. Originalmente comenzó en 1998 como parte de la antología AARGH!, Artists Against Rampant Government Homophobia (Artistas contra la rampante homofobia del gobierno). AARGH! era un libro de historietas que protestaba contra la proposición de ley británica, que posteriormente pasaría a ser la artículo 28. The Mirror of Love sería posteriormente traducido al francés como Le miroir de l'amour (noviembre de 2006), por Carabas Revolution, al italiano como Lo Specchio dell'Amore (en septiembre de 2008) por Edizioni BD y al español como El Espejo del amor (noviembre de 2008) por Editorial Kraken. El documental en DVD The Mindscape of Alan Moore contiene una entrevista con Villarubia sobre su colaboración con Alan Moore.
Asimismo está trabajando como editor literario de libros como Infidel (Image, 2018) de Pornsak Pichetshote y Aaron Campbell o Hércules 1417 (Nuevo Nueve, 2021) de Pedro Víllora y Das Pastoras. En 2022, el Ministerio de Cultura otorga el segundo Premio a los Libros Mejor Editados a "Hércules 1417", en la categoría de Obras Generales y de Divulgación.
Villarrubia es gay de forma abierta.